# Abell 370

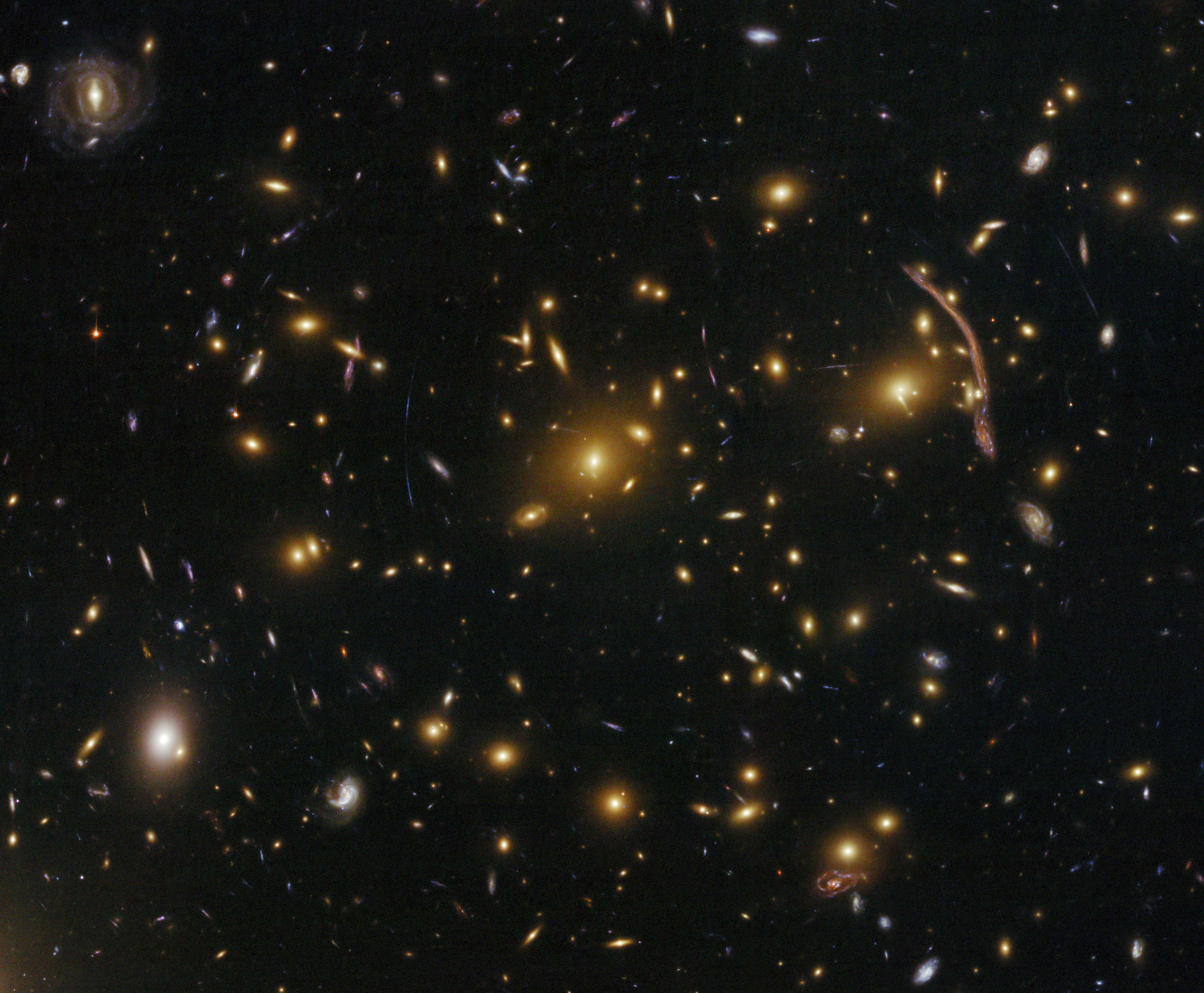
Gromada galaktyk Abell 370

Abell 370 – gromada galaktyk położona w gwiazdozbiorze Wieloryba, odległa o około 6 miliardów lat świetlnych od Ziemi (przesunięcie ku czerwieni z = 0,375), zawiera kilkaset różnego typu galaktyk. Gromada została skatalogowana przez George’a Abella; jest najbardziej oddaloną od Ziemi gromadą umieszczoną w jego katalogu.
W gromadzie znajduje się kilka soczewek grawitacyjnych, dzięki jednej z nich w 2002 odkryto galaktykę HCM-6A położoną o 12,8 mld lat świetlnych od Ziemi (wówczas najbardziej odległą znaną galaktykę).